# Abd al-Baki ibn Abi Bakr Kurd al-Nihawandi
Abd-al-Baqi ibn Abi-Bakr Kurd an-Nihawandí o, més senzillament, Abd-al-Baqi (an-)Nihawandí (vers 1570-1637) fou un historiador indi musulmà d'origen kurd del temps de l'imperi Mogol. Va servir els safàvides com a funcionari de recaptació i més tard fou nomenat wazir, però va caure en desgràcia i va emigrar a l'Índia entrant al servei del Khan-i Khanan Abd al-Rahim Khan, general de l'emperador Akbar el Gran, que li va concedir diversos càrrecs administratius al Dècan i al Bihar i li va encarregar la seva biografia que fou publicada com a Ma'athir-i Rahimi, sent acabada el 1616. L'obra inclou una història de l'Índia des del temps dels gaznèvides.